# Kotjärnen (Degerfors socken, Västerbotten, 711652-169058)
Kotjärnen är en sjö i Vindelns kommun i Västerbotten och ingår i Umeälvens huvudavrinningsområde.